# Shanti Pereira
Veronica Shanti Pereira (nacida el 20 de septiembre de 1996) es una atleta de atletismo de Singapur que se especializa en los 100 metros, 200 metros, relevo 4 x 100 metros y relevo 4 x 400 metros. Ella tiene el récord nacional de 100 m (11,20 s) y de 200 m  (22,57 s). También tiene el récord de 200 m de los Juegos del Sudeste Asiático (22,69 s), y el récord de 200 m del Campeonato Asiático de Atletismo (22,70 s). Quedó de primera en Asia en 2023 tanto en los 100 metros como en los 200 m, basado en los registros de World Athletics.